# جواز سفر بوتاني
جواز سفر بوتاني هو وثيقة السفر التي تصدر لمواطني بوتان بغرض السفر الدولي.
تصدر جوازات السفر البواتنية للسفر الدولي لمواطني بوتان الذين يعيشون في الخارج، من قبل وزارة الشؤون الخارجية. يحتوي جواز السفر على نص باللغة الإنجليزية ودزونكا (نص تيبتي).

## التاريخ
في مملكة بومثانج، التي تشكل جزءًا من بوتان الحديثة، صدرت دفاتر من أجل السفر من مملكة إلى مملكة.كانت الدبلوماسية ذات أهمية حاسمة مشيخات بوتان. في عام 1988 أُمر حاملو جوازات السفر البوتانية في الخارج بتسليم جوازات سفرهم عند عودتهم إلى بوتان.

## أنواع جوازات السفر
| النوع             | الدزونكا | اللون | الصورة                     |
| ----------------- | -------- | ----- | -------------------------- |
| جواز سفر عادي     | ་དགེ་འདུན་ | أزرق  | ملف:Bhutanese passport.jpg |
| جواز سفر رسمي     | དབྱངས།་   | أخضر  |                            |
| جواز سفر دبلوماسي | ཞག་དང་རྣ  | أحمر  |                            |